# Wey Yuan
Duc Wey Yuan (chinois : 衛靈公  était le 28e dirigeant de l'ancien état chinois de Wey, le fils du duc Xiang de Wey. Il a gouverné entre environ 534 av. J.-C. et 492 av. J.-C.. Il a fait l'objet du chapitre 15 des Analectes de Confucius. Son prénom était Yuan.

## Famille
Le duc Ling était un fils du duc Xiang et de sa concubine de bas rang. La femme du duc Ling était Nanzi,, tandis que son fils était le prince Kuaikui (蒯聵). Duc Ling a été remplacé par son petit-fils  duc Chu, fils de Kuaikui.

## Biographie
Lorsque le duc Xiang de Wey est mort, il n'a pas précisé d'héritier présumé. Lord Kong Zhengchi a consulté les oracles du mandat de Yi Jing et Wei Kang Shu afin de choisir un héritier de l'état de Wey. Les oracles et l'esprit de Shu Feng ont favorisé le prince Yuan, le deuxième fils du duc Xiang. Selon la convention religieuse, Kong Zhengchi a décidé d'introniser le prince Yuan en tant que prochain duc de Wey. En 535 av. J.-C., Yuan a succédé au titre de duc (Gong).
En 522 av. J.-C., le duc Ling a été forcé de fuir à Siniao en raison d'une rébellion soudaine de son serviteur Qi Bao, Beigong Xi et Chu Shipu. À Siniao, le duc Ling a reçu un envoyé de l'état de Qi (l'état n'était pas lié à Qi Bao), lors de la réception de l'envoyé, il a admis qu'il n'était pas un dirigeant apte. Plus tard, Qi Bao a été assassiné par le serviteur du seigneur Beigong Xi qui ne savait pas que son propre seigneur était allié à Qi. Après la mort de Qi, le duc Ling est retourné à Diqiu; la capitale de Wey. Il n'a pas puni Beigong Xi pour avoir comploté contre lui. 
La rébellion de Qi Bao a été causée par le frère aîné de Duc Ling, Gongmeng Zhi qui a abusé de son pouvoir en tant que prince. Zhi a privé Qi de sa terre et lui a donné des ordres avec arrogance. Qi a été humilié par Gongmeng Zhi et a donc recouru à une rébellion.
Le fils aîné du duc Ling, le prince Kuaikui, a tenté d'assassiner sa mère, la duchesse Nanzi. Le plan n'a pas abouti, Kuaikui s'est enfui à Jin pour demander l'asile. Cependant, le fils de Kuaikui, Zhe, est resté à Wey.
En 493 av. J.-C., le duc Ling est mort après 42 ans de règne. La duchesse Nanzi voulait introniser le prince Ying mais Ying a refusé la proposition. Au lieu de cela, Ying a recommandé le fils de son frère Kuaikui, Zhe, comme héritier présumé. Par conséquent, Zhe a succédé au duc Ling et était connu sous le nom de duc Wey Chu.

## Duc Ling et Mizi Xia
Le duc Ling était l'un des représentants les plus célèbres de la tradition homosexuelle en Chine, comme le montre l'œuvre philosophique Han Fei Zi de Han Fei Zi. Dans le chapitre de Shuonan (說難), Duc Ling favorise un courtisan nommé Mizi Xia, à qui il permet d'utiliser la voiture ducale sans permission, et qu'il admire pour avoir remis le reste d'une  pêche particulièrement délicieuse. Han Fei rapporte qu'une fois que l'apparence de Mizi Xia s'est estompée, cependant, le duc s'est retourné contre son ancien amant, l'accusant d'avoir volé la voiture et d'avoir dégradé le duc en lui donnant une pêche à moitié mangée. Cette histoire était si répandue parmi les literati de Chine que l'expression "la pêche mordue" est devenue synonyme d'homosexualité.

## Dans les medias
Duc Ling est joué par Bi Yanjun dans le film dramatique d'aventure biographique et fantastique Confucius.